# Eva Gabor
Eva Gabor (11. februar 1919 – 4. juli 1995) var en ungarsk-født amerikansk skuespillerinde.